# Vicente Bienvenido Joga
Vicente Bienvenido Joga (10 de marzo de 1946) es un abogado y político argentino del Partido Justicialista. Ocupó el cargo de Gobernador de la Provincia de Formosa, durante dos mandatos consecutivos, desde 1987 a 1991 y de 1991 a 1995.

## Biografía
Joga se graduó como abogado en la Universidad Nacional del Nordeste, desempeñándose en la rama del derecho laboral.
En 1987 asume como gobernador de Formosa, sucediendo al también peronista Floro Bogado. En 1991 se reformó la constitución provincial para permitir la reelección del gobernador. De esta manera se convirtió en el primer gobernador reelegido, cumpliendo su segundo mandato hasta 1995.
Luego de finalizar su segundo mandato se desempeñó como diputado Nacional durante el período 1995-1999. Fue sucedido en la gobernación por su vicegobernador, Gildo Insfrán.   
Actualmente reside en la ciudad de Formosa.